# 匈牙利大道

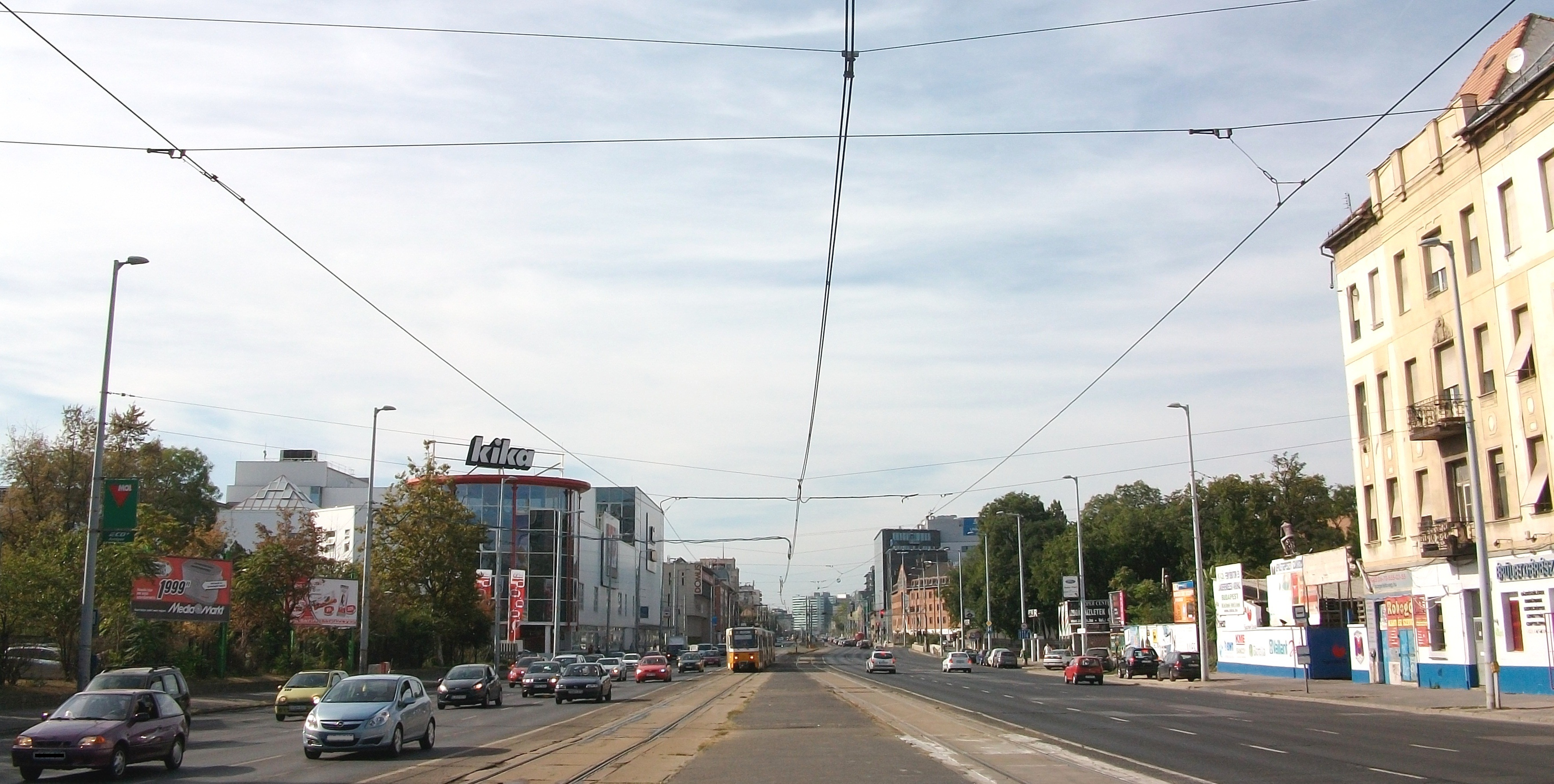
查理·罗贝尔大道

匈牙利大道（匈牙利语：Hungária körgyűrű）是匈牙利布达佩斯最长、最宽、最繁忙的城市街道，全长13公里，有 6-10个车道，在大道的分隔带上设有快速有轨电车线路。它由三部分组成：查理·罗贝尔大道（Róbert Károly körút）、匈牙利大道（Hungária körút）和卡尔曼 大道（Könyves Kálmán körút）。

## 位置
匈牙利大道开始于阿帕德桥的佩斯一侧，穿过瓦茨大道（Váci út）、Lehel út, M3公路, Thököly út, Kerepesi út, Kőbányai út, 于勒街（Üllői út）、M5公路和 Soroksári út。查理·罗贝尔大道部分位于布达佩斯第十三区；匈牙利大道毗邻城市公园，位于祖格洛（第14 区）、采石场（Kőbánya，第 10 区）和约瑟夫城（Józsefváros，第 8 区）；卡尔曼大道位于采石场、约瑟夫城以及弗朗茨城（Ferencváros，第 9 区）。

## 历史
工程于1980年开始，第一部分于1984年完成，新的阿帕德桥（2x3个车道和 2 条电车轨道）。为了给城市高速公路让路，规划路线上的大部分小房子都被拆除。最后一段于2000年完工， 拉科奇桥建于1995年。现在大道没有统一的立面，沿匈牙利大道，既有百年历史的农村房屋，也有社会主义公寓楼和现代高层写字楼。根据一些消息来源，它是布达佩斯最奇怪的街道之一。

## 重要建筑

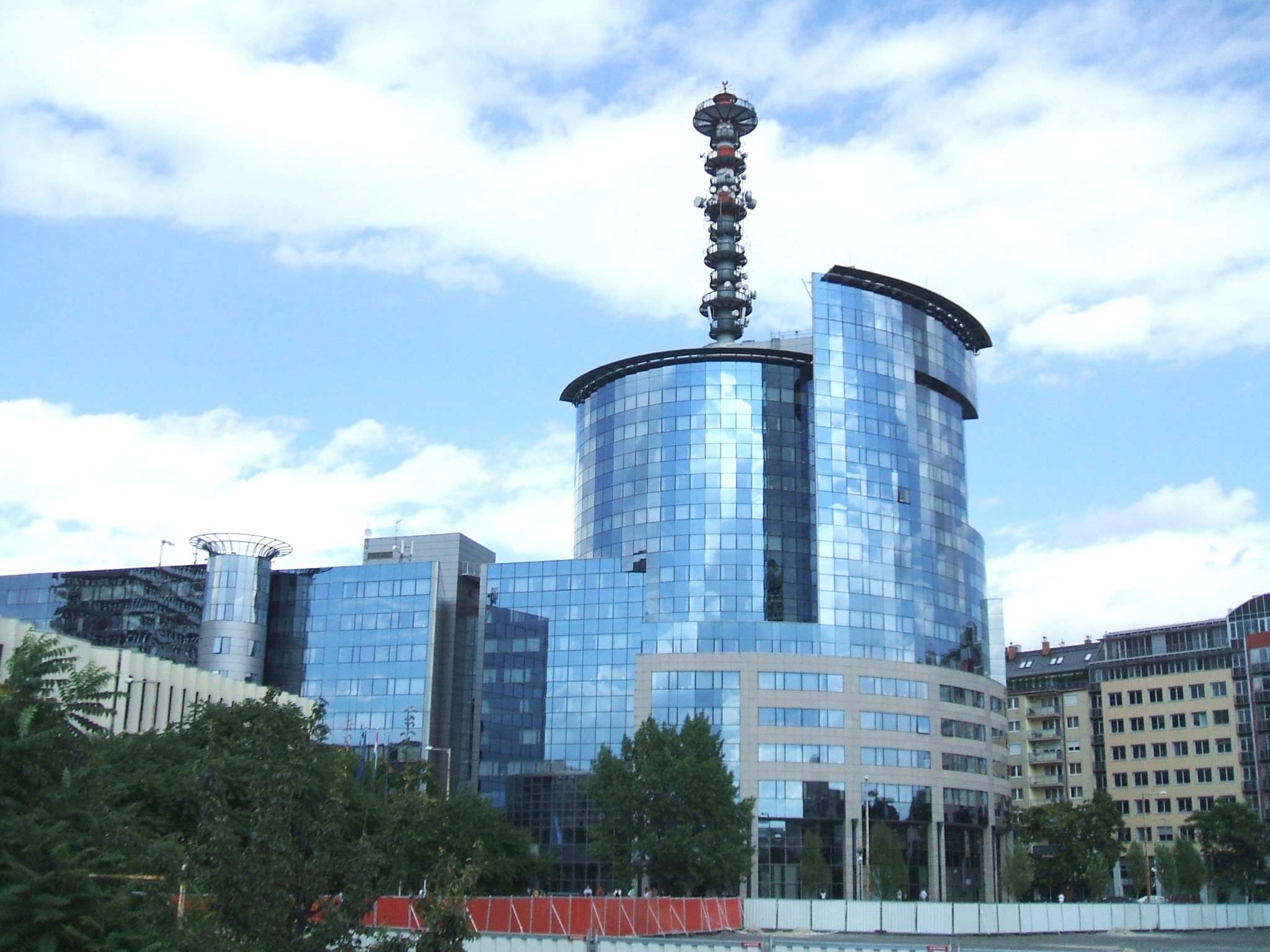
国家警察总部

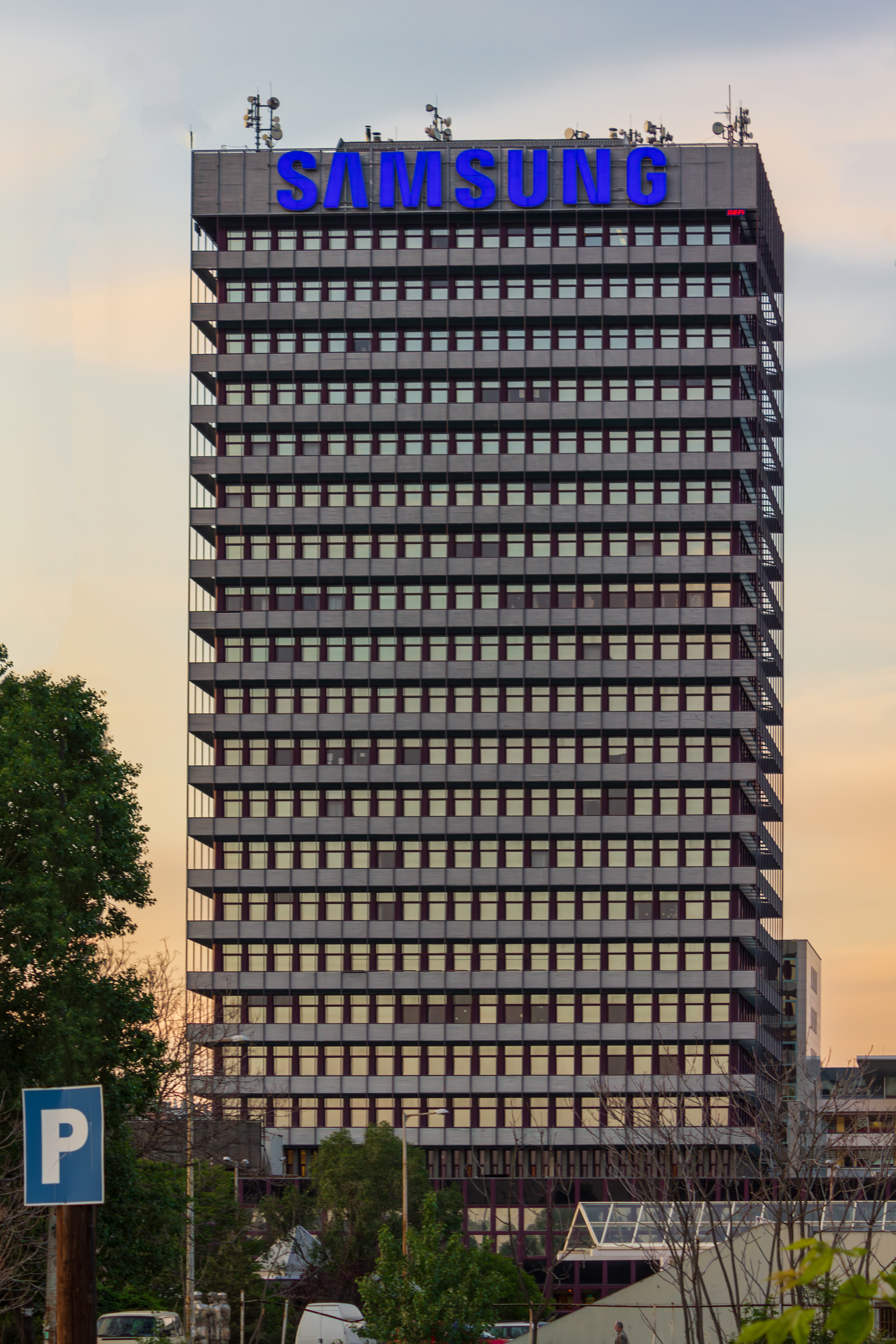
国民养老保险

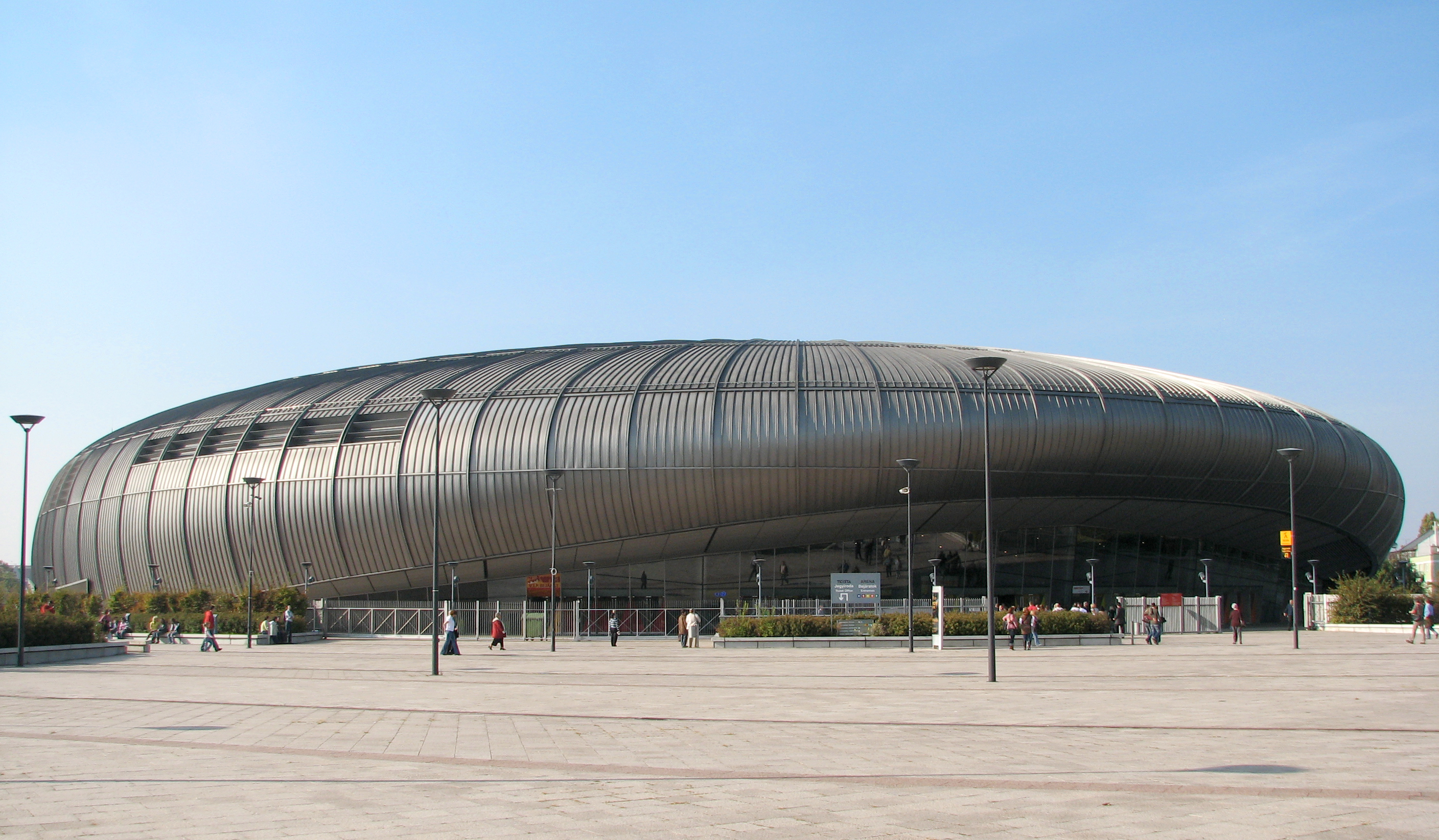
László Papp Budapest Sports Arena

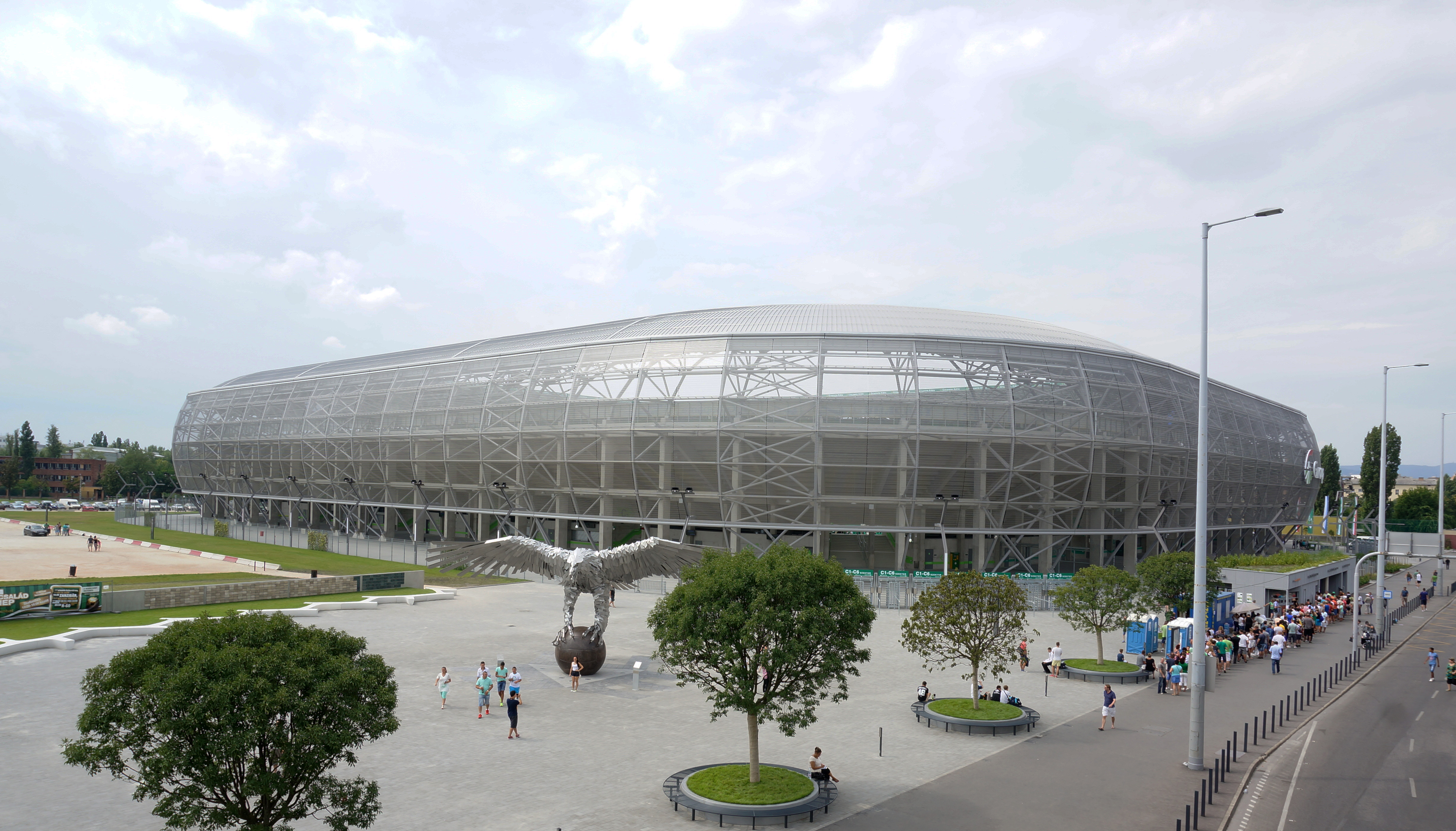
Groupama Arena

- 千禧市中心 （Millenniumi Városközpont, 为纪念匈牙利建国 1000周年而建的文化区）
- 艺术宫 (Művészetek Palotája)
- 国家剧院 (Nemzeti Színház)